# Hexenturm (Salzburg)

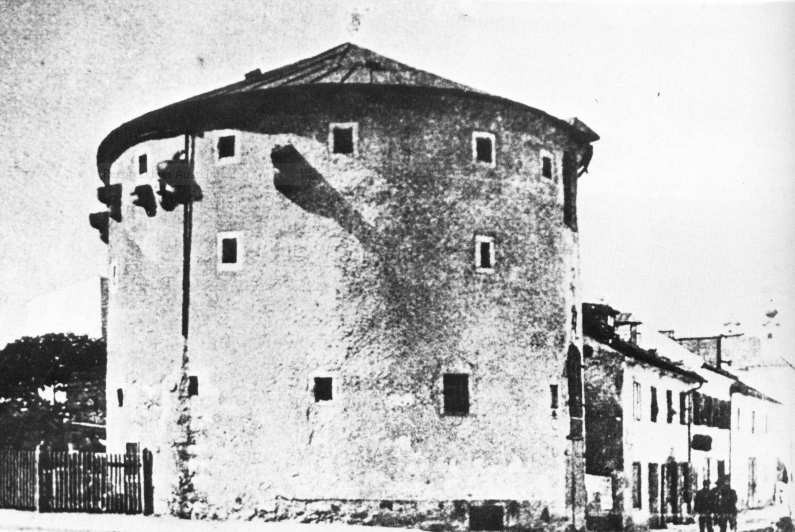
Hexenturm in Salzburg (1926)

Der Hexenturm (historisch z. T. auch Hechsenturm geschrieben) wurde im Zuge der zweiten Stadtbefestigung von Salzburg zwischen 1465 und 1480 unter Erzbischof Bernhard von Rohr als nordöstlicher Eckturm der neustadtseitigen Stadtmauer errichtet. Am 11. November 1944 wurde er durch zwei Bombentreffer teilweise zerstört und nach dem Kriegsende ganz abgerissen. Um 1965 wurde an seiner Stelle ein Wohngebäude errichtet. Heute erinnern ein Wandmosaik an dem Haus Ecke Paris-Lodron Straße 16 und Wolf-Dietrich Straße 19 sowie eine Gedenktafel an den früheren Turm.

## Geschichte
Der Turm wurde im Zuge der zweiten Stadtbefestigung (1465–1490) als nordöstlicher Eckpunkt der Stadtbefestigung zwischen dem Bergstraßentor (heute Mitterbacher-Bogen) und dem heute abgegangenen äußeren Ostertor (Sebastiantor) errichtet. Der Turm besaß außer der über Holztreppen erreichbaren Eingangstüre und schmalen stadtseitigen Türen im obersten Stock nach außen nur Schießscharten. Unter dem Dach verlief ursprünglich ein auskragender, allseits umlaufender Wehrgang. Bei der dritten Stadtbefestigung unter Erzbischof Paris Lodron blieb der Turm samt umgebenden Mauern erhalten, er verlor damals aber die wehrhafte Bedeutung vollständig.

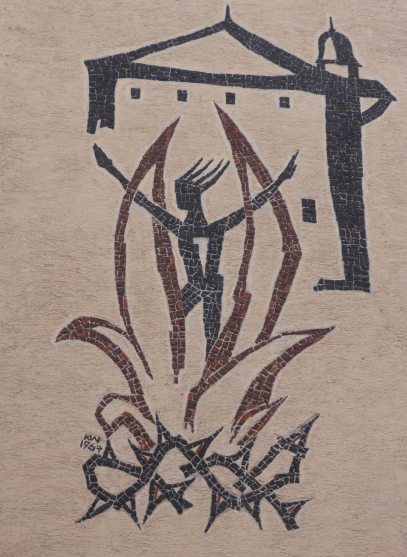
Wandmosaik zur Erinnerung an den „Hexenturm“ in Salzburg. Lebende Hexen wurden hier nicht verbrannt

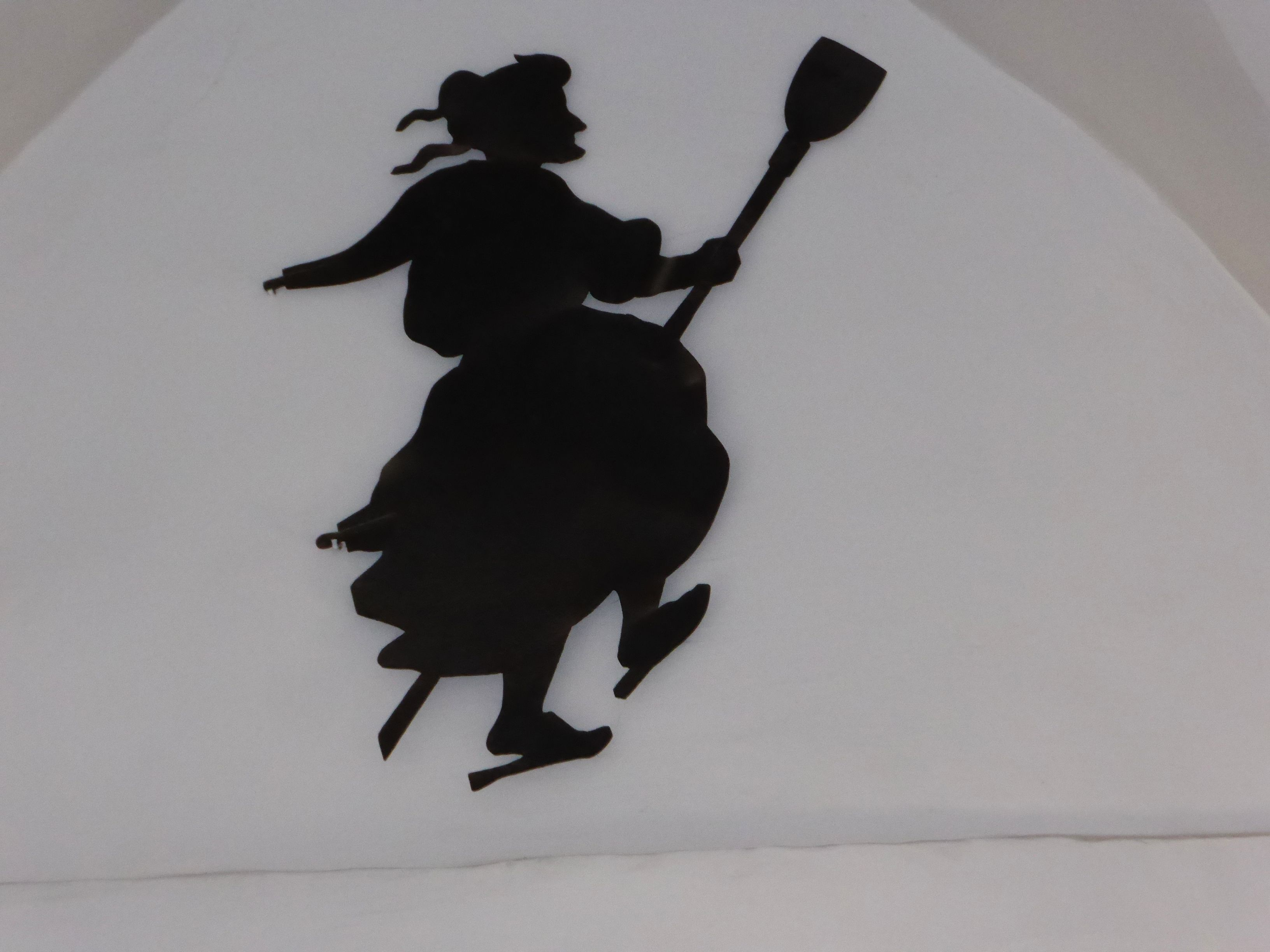
Wetterfahne des Hexenturms, hier als Grafik dargestellt

Im Juli 1678 wurde hier auf Anweisung des zuständigen Hofrates 14 Gefängniszellen für Angeklagte und eine Wohnung für den Gerichtsdiener eingerichtet, weil alle anderen „Keichen“ (= Gefängniszellen) überfüllt waren. Unter Fürsterzbischof Max Gandolf von Kuenburg wurden zahlreiche Prozesse rund um die Bettlerbande des Schinderjackl (mit bürgerlichem Namen Jakob Koller) geführt. Die sogenannten Zauberbuben-Prozesse begannen 1675 mit der Verhaftung von Barbara Koller, genannt „Schinder-Bärbel“, Jakobs Mutter, die unter Folter gestand eine Hexe zu sein. In der Folge wurden zahlreiche Bettler, insbesondere bettelnde Kinder wegen Hexerei verhaftet und unter Folter immer neue Namen aus dem Bettlermilieu erpresst, die angeblich zu dieser Bande gehört haben. Bis 1679 wurden 198 Personen angeklagt und gefoltert; 129 Personen, darunter mehr als die Hälfte Kinder und Jugendliche wurden in Salzburg-Gneis in der Folge hingerichtet. Mehr als zwei Drittel der Opfer waren männlich. Fast alle entstammten der sozialen Unterschicht (Landstreicher). Der Hexenturm diente rund ein Jahr als Gefängnis für Personen, die der Hexerei angeklagt waren.
Ab 1706 diente der Hexenturm als Lager für Kriegsgerät und später für Baumaterial. 1821 verkaufte ihn die Stadtgemeinde Salzburg an Tischlermeister Johann Katholnigg, der den Turm als Holzlager nutzte. 1897 bis 1910 diente er der Kaufmannsfamilie Julius Haagn als Lagerraum für ihre Firma Josef Anton Zezi. Zu Beginn des 20. Jahrhunderts gab es immer wieder Debatten über den Abbruch dieses mächtigen Turmes, weil er mit seiner niedrigen Dachtraufe in die Paris-Lodron Straße hineinragte und in den Augen der Stadterneuerer ein Verkehrshindernis darstellte. Der in Salzburg lebende Schriftsteller Hermann Bahr bat noch am 28. Juli 1910 in einem Leserbrief um Hilfe für die Erhaltung des Hexenturms. 1934 wurde ein Kaufvertrag mit dem Stadtverein Salzburg zum Erhalt des Turmes abgeschlossen; 1940 kaufte ihn die damalige Gauhauptstadt Salzburg wieder zurück. 1944 wurde er beim zweiten Bombenangriff auf Salzburg beschädigt und beim dritten vollkommen zerstört.
Von dem Turm hat sich zuerst noch eine Wetterfahne erhalten, eine auf einem Besen reitende Hexenfigur aus Blech in Lebensgröße, die an der Turmspitze angebracht war. Diese Figur war lange Zeit im Burgmuseum auf der Festung Hohensalzburg ausgestellt, wurde dort aber entwendet.
Der im Grundriss leicht ovale Turm (Grundriss ca. 15 × 14 m) besaß für mittelalterliche Wehranlagen mit 2 m (nach W sogar 2,5 m) äußerst mächtige Mauern. Er war ursprünglich etwa 14 m hoch. Das Erdgeschoß wurde nach 1800 eingeschüttet und so zum Keller. Das nierige Dachgeschoß mit der einst umlaufenden Brustwehr wurde um 1800, vielleicht auch schon früher zu einem vollen Dachgeschoß ausgebaut, das Grabendach wurde gleichzeitig zum flachen Pyramidendach (südseitig mit schräg auslaufendem Satteldach) umgebaut.